# Escaryus orestes
Escaryus orestes är en mångfotingart som beskrevs av Pereira och Hoffman 1993. Escaryus orestes ingår i släktet Escaryus och familjen småjordkrypare. Inga underarter finns listade i Catalogue of Life.